# Jordanien i olympiska sommarspelen 2000
Jordanien deltog i de olympiska sommarspelen 2000 med en trupp bestående av åtta deltagare, men ingen av landets deltagare erövrade någon medalj.

## Friidrott
Herrarnas 800 meter
- Mohammad Alkafraini
  1. Omgång 1 - DQ (→ gick inte vidare, sist och 62:e plats)

Damernas kulstötning
- Nada Kawar
  1. Kval - 15.67 (→ gick inte vidare, 25:e plats)